# Exocentrus ochreopunctatus
Exocentrus ochreopunctatus là một loài bọ cánh cứng trong họ Cerambycidae.